# Acacia ancistrocarpa
Acacia ancistrocarpa — вид квіткових рослин з родини бобових, що зростає в Австралії: Північна територія, Квінсленд, Західна Австралія. Росте на кам’янистих пасовищах і вздовж водотоків у глибокому піску на рівнинах; здебільшого не утворює густих насаджень, але легко відновлюється з насіння після порушення грунту або лісових пожеж, а потім може створювати досить щільні популяції. Це багатостовбурний кущ з лінійними або дуже вузькими еліптичними філодіями, золотисто-жовтими квітками, вузько видовженими або культурними стручками до 60–115 мм завдовжки.

## Морфологічний опис

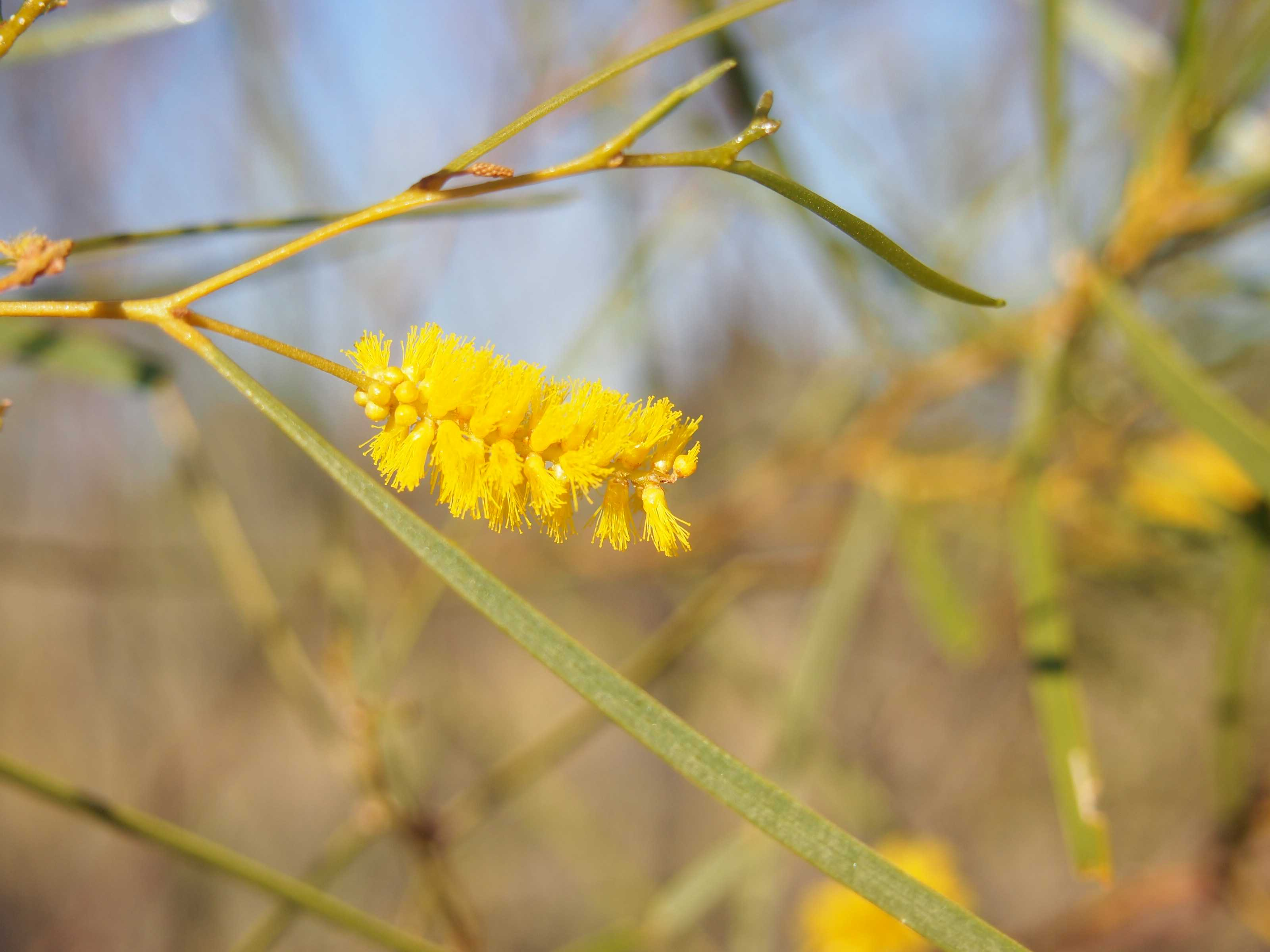

Acacia ancistrocarpa — це багатостовбурний, голий кущ або іноді дерево, яке зазвичай досягає висоти до 1,5–4 м, з темно-сірою поздовжньо-тріщинистою корою на старих екземплярах, а молоді пагони — смолистими. Філодії яскраво-оливково-зелені, від лінійних до дуже вузькоеліптичних, 60–180 мм завдовжки та переважно 3–10 мм завширшки. Квітки золотисто-жовті, зібрані в колоски завдовжки 25–45 мм на квітконосі завдовжки 5–15 мм, квітки розташовані не особливо щільно вздовж колоса. Цвітіння залежить від кількості опадів, але часто відбувається між лютим і липнем і стручки вузько довгасті, звужені з обох кінців, завдовжки 60–115 мм і смолисті. Насіння від широко-довгастої до більш-менш яйцеподібної форми, коричнево-чорне і 6–7 мм завдовжки.